# Maja Vidmar
Maja Vidmar (Nova Gorica, 1 januari 1961) is een Sloveense dichteres. 
Maja Vidmar studeerde Sloveens en vergelijkende literatuurwetenschappen aan de universiteit van Ljubljana. Zij woont in Ljubljana waar ze als freelancer werkt. Zijn heeft vier dichtbundels gepubliceerd. Haar gedichten zijn doortrokken met erotische beeldspraak. Een bundel met geselecteerde gedichten verscheen in het Duits onder de titel "Leibhaftige Gedichte" en in het Kroatisch onder de titel "Akt". Afzonderlijke gedichten zijn onder meer vertaald in het Nederlands en Italiaans. 

## Prijzen
Vidmar ontving in 1999 in Künzelsau samen met Zoran Bognar en Uroš Zupan de Hubert-Burda-Preis voor jonge dichters. In 2005 was zij een van de genomineerden voor de Sloveens Veronikaprijs voor de beste dichtbundel en in hetzelfde jaar ontving Vidmar de Jenkoprijs van de Vereniging van Sloveense Schrijvers (Društvo slovenskih pisateljev) voor de "beste dichtbundel van de afgelopen twee jaar". In februari 2006 ontving Vidmar de prijs van het Prešerenfonds, een prijsuitreiking die tegelijkertijd wordt gedaan met die van de Sloveense Prešerenprijs. 

## Werken
- Razdalje telesa (Vervreemding van het lichaam) 1984
- Način vezave (De wijze van binding) 1988
- Ihta smeri 1989
- Ob vznožju (Aan de basis) 1998
- Prisotnost (Aanwezigheid) 2004

- Bibsys: 8036645
- Gemeinsame Normdatei: 121542882
- International Standard Name Identifier: 0000 0001 0969 3243
- Library of Congress Control Number: n00034638
- Nationale Bibliotheek van Tsjechië: xx0032353
- Nationale Bibliotheek van Israël: 987007572749405171
- Nationale en Universitaire bibliotheek Zagreb: 000028489
- Nederlandse Thesaurus van Auteursnamen: 31441519X
- Istituto Centrale per il Catalogo Unico: TSAV020973
- Système universitaire de documentation: 112172555
- Virtual International Authority File: 47992494
- WorldCat: E39PBJjXphyyqjBKFjXT7qKWXd